# Xanthorhoe stinaria
Xanthorhoe stinaria là một loài bướm đêm trong họ Geometridae.